# 汤柏生
汤柏生（1932年—），男，江苏苏州人，中国翻译家、外交官。

## 生平
汤柏生出生于苏州，1956年毕业于北京外国语学校西班牙语系，后留校任教。1963年调往中华人民共和国外交部翻译室。期间曾多次为国家领导人担任翻译。他还曾任中国驻智利大使馆政务参赞，1991年至1994年间出任中国驻苏里南大使。
1994年汤柏生从外交部退休后，继续从事翻译工作。后曾任全国翻译专业资格（水平）考试西语专家委员会主任。他于2002年被授予“外交部外语专家”称号，2005年获中国翻译协会“资深翻译家”称号。2018年，又被授予“中国翻译文化终身成就奖”。